# Montafontal
Montafontal är en dal i Österrike.   Den ligger i förbundslandet Vorarlberg, i den västra delen av landet, 500 km väster om huvudstaden Wien.
I omgivningarna runt Montafontal växer i huvudsak barrskog. Runt Montafontal är det ganska glesbefolkat, med 47 invånare per kvadratkilometer.